# Pierre Dartout

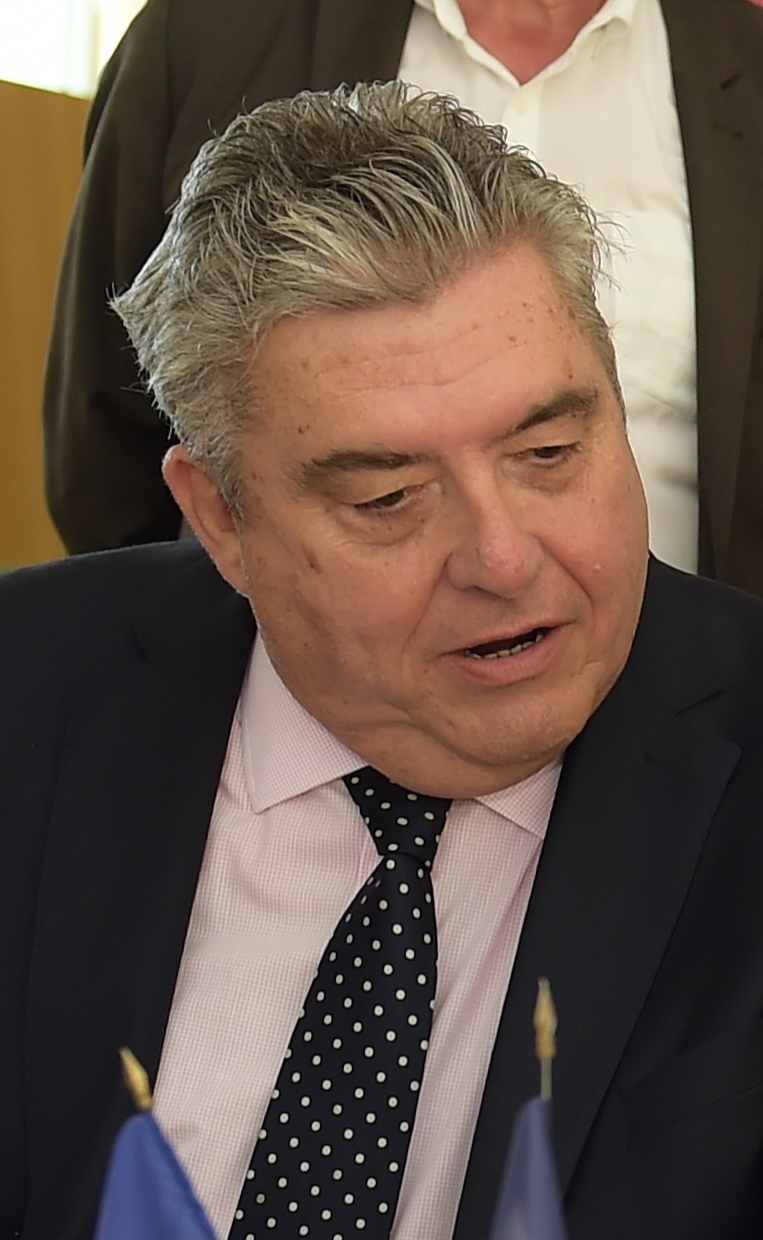
Pierre Dartout (2017)

Pierre François Gabriel Dartout (* 9. April 1954 in Limoges, Frankreich) ist ein französischer Funktionär. Er war von September 2020 bis September 2024 Staatsminister (französisch ministre d’état) und damit Regierungschef (chef du gouvernement) des Fürstentums Monaco.

## Leben und Karriere
Dartout absolvierte ein Jurastudium (Abschluss mit licence), dann durchlief er das Institut d’études politiques de Paris (Sciences Po) und schließlich die Elite-Verwaltungshochschule École nationale d’administration (ENA), die er 1980 als Mitglied des Jahrgangs „Voltaire“ abschloss (als Kommilitone von François Hollande, Ségolène Royal und Dominique de Villepin). Anschließend trat er als Zivilbeamter in den Dienst des französischen Innenministeriums. Seine ersten Verwendungen waren als Unterpräfekt oder Generalsekretär der Präfektur verschiedener Départements, von 1986 bis 1989 leitete er das Referat für Wahlen und politische Studien des Innenministeriums.
Von 1993 bis 1995 war Dartout stellvertretender Stabschef des Ministers für Überseegebiete, Dominique Perben (RPR), anschließend bis 1997 Präfekt in Französisch-Guayana. Als Abteilungsleiter für Territorialverwaltung und politische Angelegenheiten kehrte er 1997 bis 1998 ins Innenministerium in Paris zurück. Es folgten Stationen als Präfekt der Départements Pyrénées-Orientales, Drôme, Pyrénées-Atlantiques und Var.
Von 2007 bis 2008 war Dartout Stabschef des Präsidenten der Nationalversammlung, Bernard Accoyer (UMP), anschließend bis 2010 ministerienübergreifender Beauftragter für Raumordnung und Wettbewerb bzw. Attraktivität der Regionen der Regierung von François Fillon (UMP). Es folgten weitere Stationen als Präfekt der Départements Val-de-Marne, Marne (zugleich Regionalpräfekt von Champagne-Ardenne), Gironde (zugleich Regionalpräfekt von Aquitanien bzw. nach der Regionenfusion 2016 Nouvelle-Aquitaine). Seine letzte Station als Funktionär des französischen Innenministeriums war von 2017 bis 2020 als Präfekt des Départements Bouches-du-Rhône und Regionalpräfekt von Provence-Alpes-Côte d’Azur.
Am 18. Mai 2020 wurde er von Fürst Albert II. als neuer Staatsminister Monacos designiert und folgt damit auf seinen Vorgänger Serge Telle. Ab dem 1. September 2020 hatte er das Amt des Staatsministers inne.